# Charlie Shrem
Charles Shrem IV (25 novembre 1989 à Brooklyn aux États-Unis - ) est un entrepreneur américain et un promoteur du bitcoin. En 2011, il a cofondé la start-up BitInstant, aujourd'hui disparue, et est un membre fondateur de la Fondation Bitcoin, dont il était vice-président du conseil d'administration.
En décembre 2014, il a été condamné à deux ans de prison pour avoir aidé et encouragé l'exploitation d'une entreprise de transfert de fonds non autorisée liée à Silk road, un marché noir du Darknet. Il a été libéré de prison vers juin 2016. En 2017, il s'est joint à Decentral à titre de directeur du développement des affaires et du développement communautaire. Plus tard dans l'année, il a fondé CryptoIQ, une société de conseil en cryptomonnaie.

## Enfance et éducation
Charlie Shrem est né et a grandi à Brooklyn dans l'état de New York. Il a obtenu un baccalauréat universitaire en sciences économiques et en finance du Brooklyn College en 2012,.

## Carrière

### Bitcoin
En 2011, alors qu'il étudiait au Brooklyn College, Charlie Shrem a commencé à investir dans les bitcoins. Peu de temps après, le service de bitcoins qu'il utilisait a fait faillite et il a perdu ses bitcoins. Shrem et Gareth Nelson, un ami qu'il avait rencontré en ligne, étaient tous deux frustrés du temps qu'il fallait pour acheter et vendre des bitcoins sur les sites d'échange de cryptomonnaies. Ils ont lancé BitInstant, une entreprise plus conviviale qui demandait des frais aux utilisateurs pour acheter des bitcoins et faire des achats avec des bitcoins dans plus de 700 000 emplacements, offrant un crédit temporaire pour accélérer les transactions,. Initialement un projet mineur, BitInstant a rapidement eu besoin de grandir, et Shrem a alors reçu un prêt de 10 000 $ de sa mère,. Peu de temps après, BitInstant a reçu 125 000 $ du business angel Roger Ver et, à l'automne 2012, 1,5 million de dollars d'un groupe d'investisseurs dirigé par Winklevoss Capital Management (en). En 2013, BitInstant traitait environ 30 % de toutes les transactions en bitcoins. BitInstant a été en opération de septembre 2011 jusqu'en juillet 2013,.
Lors de la conférence Bitcoin 2013 à San Jose en Californie, il a parlé des défis auxquels sont confrontées les entreprises bitcoin et de la nécessité pour elles de se conformer aux réglementations, ainsi que des défis d'expliquer correctement la valeur et le potentiel du bitcoin.
Il s'est décrit comme un puriste du bitcoin, qui croit au bitcoin comme une technologie qui aidera le monde en permettant aux citoyens de protéger leur argent sans le recours aux banques et aux autres institutions financières traditionnelles qui font payer cher leurs services.
Il est un membre fondateur et un membre du premier conseil d'administration de la Bitcoin Foundation, fondée en 2012 avec pour mission de normaliser et de promouvoir le bitcoin,. Il a démissionné de sa position de vice-président du conseil d'administration après son arrestation le 26 janvier 2014.
Il est présenté dans The Rise and Rise of Bitcoin (en), un documentaire réalisé par Nicholas Mross. Le film explore les origines et le développement du bitcoin. Le film a été présenté pour la première fois au Festival du film de Tribeca en 2014. Charlie Shrem a participé à un débat d'experts après la projection. Il figure également dans le livre 2015 Digital Gold de Nathaniel Popper (en), qui couvre la montée du bitcoin, et dans le livre de 2019 Bitcoin Billionaires de Ben Mezrich (en), qui couvre les investissements de Cameron Winklevoss et Tyler Winklevoss dans le bitcoin et BitInstant.
Après sa libération d'une assignation à résidence en mai 2014, alors qu'il devait respecter un couvre-feu, rester à New York et porter un appareil de surveillance électronique, il a pris la parole lors d'événements de l'industrie bitcoin, travaillé comme consultant en développement commercial pour Payza, et conseillé deux hôtels Holiday Inn à Brooklyn sur l'acceptation de paiement en bitcoins,,. Il a été emprisonné du 30 mars 2015 jusque vers juin 2016.

### Intellisys Capital
Le 22 novembre 2016, il a annoncé la création d'une nouvelle entreprise, Intellisys Capital, dont il était le directeur de la technologie, aux côtés de Jason Granger, cofondateur et PDG. Le fonds de l'entreprise, Mainstreet Investment LP, prévoyait d'offrir des jetons de cryptomonnaie émis sur la chaîne de blocs ethereum représentant les actions d'un portefeuille d'entreprises impliquées dans la fabrication, l'immobilier et les déchets sanitaires. Les propriétaires des jetons détiendraient une partie des entreprises du portefeuille. Le fonds serait détenu à 30 % par des détenteurs de jetons, les 70 % restants étant détenus par Intellisys Capital.
Les acquisitions de l'entreprise devaient être dirigées par Shrem et Granger. Des dividendes devaient être versés aux investisseurs par l'intermédiaire de la chaîne de blocs ethereum, et devaient être investis dans des sociétés de technologie de chaînes de blocs. Le fonds a été dissous en mars 2017.

### Decentral
En mai 2017, Charlie Shrem s'est joint à Decentral à titre de directeur du développement des affaires et du développement communautaire. Le porte-monnaie multiplateforme de cryptomonnaies Jaxx développé par Decentral permet aux utilisateurs de contrôler leurs actifs numériques.

### Autres entreprises
Pendant ses études secondaires, Charlie Shrem a lancé Epiphany Design and Production, une entreprise de réparation d'imprimantes et d'ordinateurs. En 2009, alors qu'il fréquentait le Brooklyn College, il a lancé la start-up Daily Checkout, un site Web de type Deal of the day (en) qui vendait des articles usagés remis à neuf. Daily Checkout a été acquis par BlueSwitch en 2012,.
Il est copropriétaire du bar EVR de Manhattan, qui a ouvert ses portes en 2013 et est devenu, en avril de la même année, le premier bar de New York à accepter le bitcoin comme moyen de paiement.
En 2017, il s'est impliqué dans la cryptomonnaie Dash, proposant la création d'une carte de débit qui pourrait être chargée avec des pièces Dash, qui seraient converties en monnaie locale pour que le titulaire de la carte puisse faire des achats. La carte de débit Dash prévue par Shrem serait la première qui pourrait être utilisée de cette façon aux États-Unis.
Il est le fondateur de CryptoIQ, une entreprise de conseil visant à faciliter et promouvoir l'utilisation des cryptomonnaies.
En novembre 2018, il a annoncé un partenariat avec le système d'exploitation dans les nuages Friend (en) en tant que conseiller.
En mai 2019, il a lancé le podcast Untold Stories.

## Considérations juridiques
Le 26 janvier 2014, au retour d'une convention sur le commerce électronique, Charlie Shrem a été arrêté à l'Aéroport international John-F.-Kennedy de New York. Les procureurs ont allégué que lui et Robert Faiella avaient comploté pour blanchir 1 million de dollars de bitcoins pour aider les utilisateurs du marché Silk road à faire anonymement des achats illégaux. Shrem a également été accusé d'avoir omis de signaler des activités bancaires suspectes et d'avoir exploité une entreprise non agréée de transfert de fonds,,.
Shrem a été libéré moyennant une caution d'un million de dollars le 28 janvier 2014, à la condition qu'il se soumette à une surveillance électronique et qu'il vive avec ses parents à Brooklyn. Il a participé via Skype à la Texas Bitcoin Conference le 5 mars 2014 et a déclaré qu'il n'avait pas participé sciemment à des transactions illégales,.
Il a été inculpé le 10 avril 2014 d'« exploitation d'une entreprise de transfert d'argent non autorisée, de complot de blanchiment d'argent et d'omission de rapporter des activités suspectes auprès des autorités bancaires ». Le 4 septembre 2014, il a plaidé coupable à une accusation réduite d'aide à la transmission non autorisée de fonds,. Le 19 décembre 2014, il a été reconnu coupable d'avoir aidé et encouragé l'exploitation d'une entreprise de transfert de fonds sans permis, et il a été condamné à payer une amende de 950 000 $ et à purger une peine de deux ans de prison.
Il s'est rendu aux autorités le 30 mars 2015 et est ensuite incarcéré au pénitencier fédéral de Lewisburg en Pennsylvanie. Il a été libéré vers juin 2016.
En septembre 2018, Cameron Winklevoss et Tyler Winklevoss ont poursuivi Shrem pour 32 millions de dollars, affirmant que Shrem leur avait volé des milliers de bitcoins en 2012. Une partie de ses avoirs ont été gelés à la suite de cette affaire. Un affidavit déposé dans l'affaire suggère que l'amende de 950 000 $ requise lors de sa condamnation en 2014 n'a pas été payée. La poursuite a finalement été réglée selon des modalités confidentielles.

## Vie personnelle
En 2017, Charlie Shrem et sa fiancée Courtney Warner ont déménagé à Sarasota, en Floride. Ils sont mariés.

## Média parlant de Charlie Shrem

### Livres
- Ben Mezrich (en), Bitcoin Billionaires: A True Story of Genius, Betrayal, and Redemption (Macmillan, 2019)
- Brian Patrick Eha, How Money Got Free: Bitcoin and the Fight for the Future of Finance (Oneworld Publications, 2017)
- Nathaniel Popper (en), Digital Gold: Bitcoin and the Inside Story of the Misfits and Millionaires Trying to Reinvent Money (Harper & Row, 2015)

### Films
- The Rise and Rise of Bitcoin (en) (réalisateur : Nicholas Mross, 2014)
- Banking on Bitcoin (réalisateur : Christopher Cannucciari, 2016)

### Podcasts
- Untold Stories with Charlie Shrem (prod. BlockWorks Group, 2019)[36]
- PLANET MONEY Episode 753: Blockchain Gang (prod. NPR, 2017)[37]